# 北見號列車

北見號列車（暫譯；日文：きたみ）是北海道旅客鐵道（JR北海道）从1988年起在日本北海道的石北本線，旭川至北見之間所營運的特別快速列車（日文：とくべつかいそく）；  搭乘本列車並不需要特急券，收費與普通列車相同。本列車是輔助同區間內運行的鄂霍次克/大雪號特急列車，行車時間與特急列車相差不大（特急列車於旭川-北見之間的平均行車時間下行為2小時59分鐘，上行是2小時53.5分鐘）。

## 營運模式與停靠站
每天雙向各一班車。 上行班車於上午10點從北見站出發，需時3小時22分，下行班車於14:00從旭川站出發，需時3小時21分。本列車在旭川站接駁神威／丁香號特快列車，在北見站則接駁往網走、知床斜里站（釧網本線）的普通車。

停靠站如下： 
- 旭川（A28）
- （旭川四条）（A29）
- （新旭川）（A30）
- （南永山）（A31）
- （東旭川）（A32）
- （櫻岡）（A34）
- 當麻（A35）
- 上川（A43）
- 白瀧 （A45）
- 丸瀨布 （A48）
- 遠輕（A50）
- 安國（A51）
- 生田原（A53）
- 留邊蘂（A56）
- 相內（A57）
- 東相內（A58）
- 西北見（A59）
- 北見（A60）

括号中的车站僅停靠開往北見站方向的列車。

## 使用车辆
列車編組為旭川車輛基地的一或兩節KiHa 54型柴油客車。 偶尔会使用KiHa 150型柴油客車。

## 历史
北見號列車由1988年3月19日開始運行，是一种季节性的特別快速列车服务。从1988年11月3日起每日行駛。
从2004年3月13日起，本列车全面禁止吸烟。

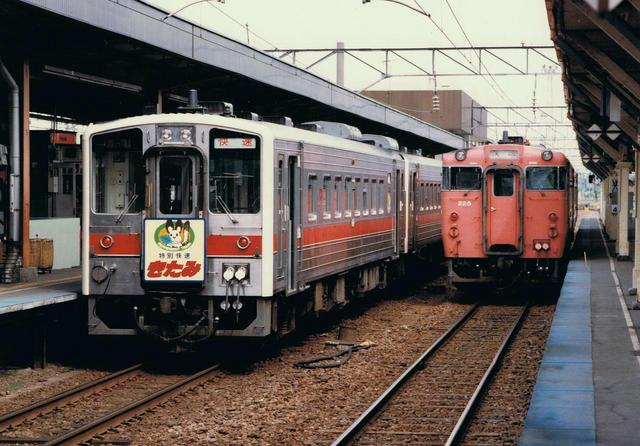
1988年6月的北見號列車，可見車頭銘板。
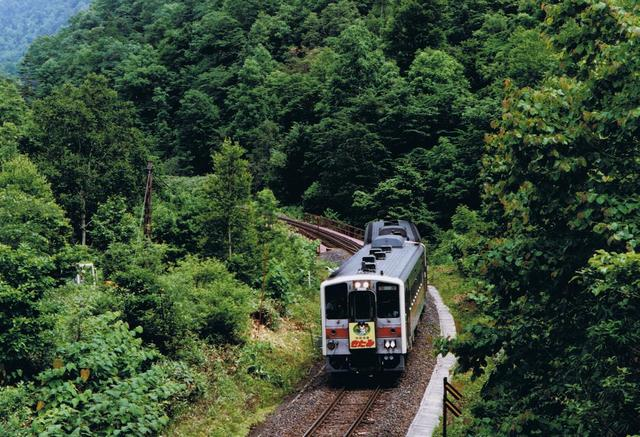
改為駕駛員單人操作前，使用兩輛車編組的北見號，1991年7月
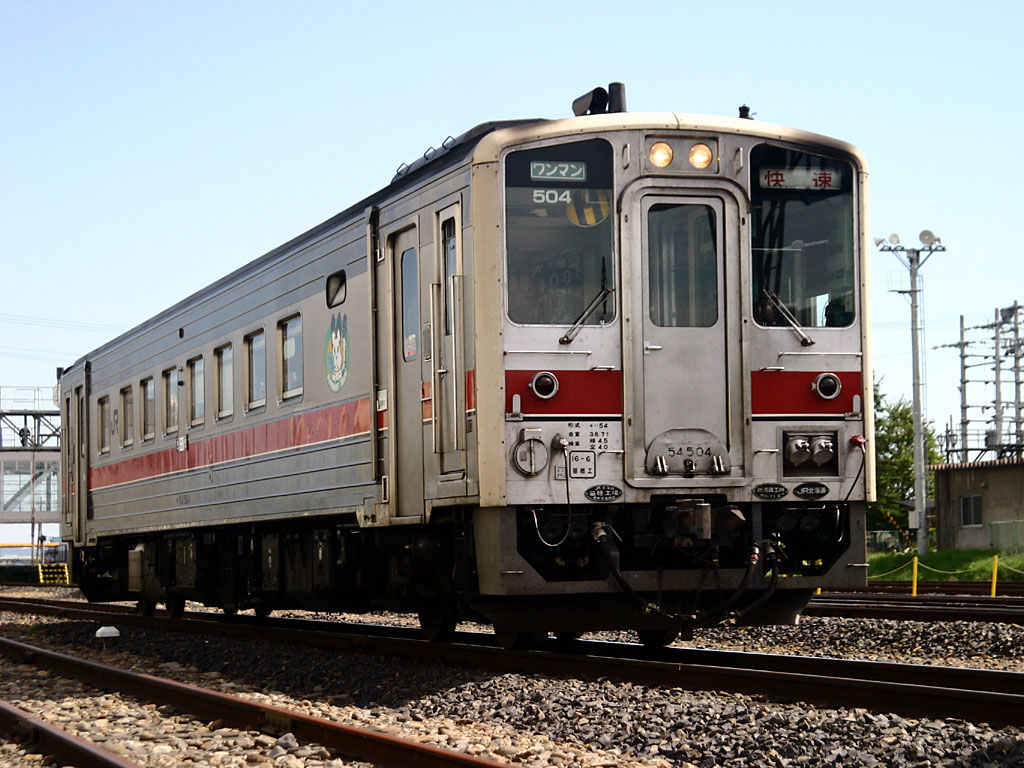
專用車廂，車側有彩繪
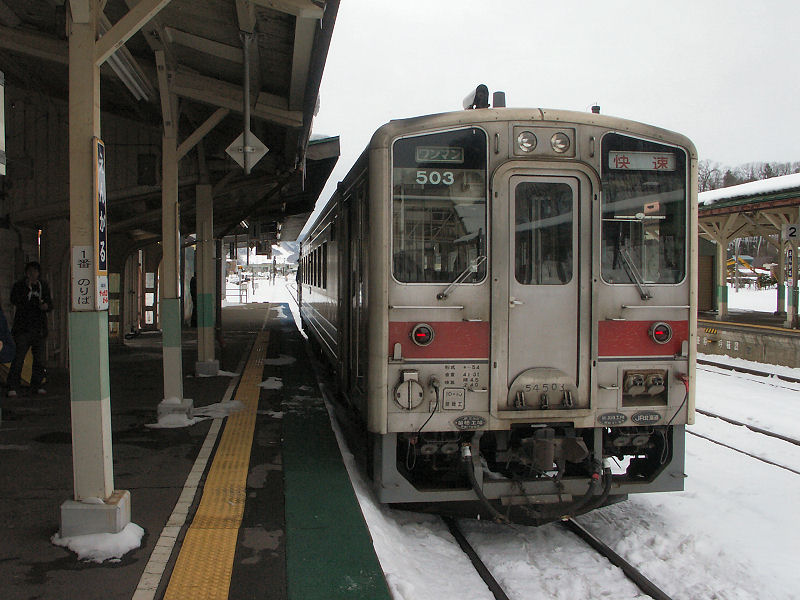
停靠遠輕站，2006年4月
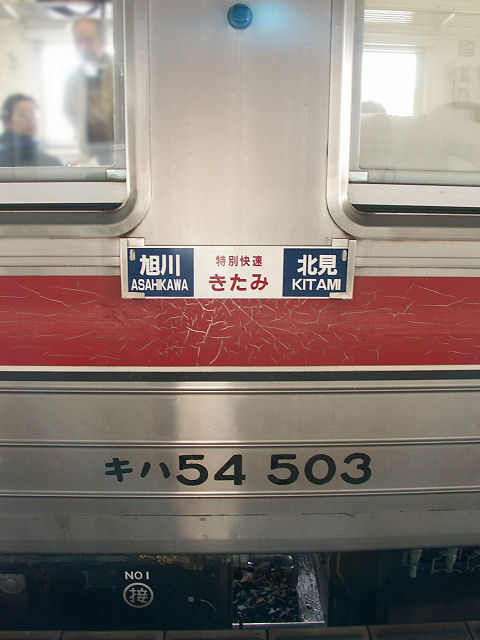
終點指示牌，2006年4月